# Lubomir Ostrihon
Lubomir Ostrihon est un joueur slovaque de volley-ball né à Detva. Il mesure 2,00 m et joue attaquant. 